# Jon Hellsing
Johan (Jon) Hellsing, född i mars 1876 i Hällefors Västmanlands län, död 1912 i Paris, var en svensk skulptör.
Han var son till hemmansägaren C Hellsing och hans hustru. Han utbildade sig till snickare och blev efter hand ägare till en mindre snickerifabrik i Mogårdshammar. Hans dröm om att få jobba med konstnärlig verksamhet ledde till att han arrenderade ut fabriken och sökte sig till Stockholm för konststudier vid Tekniska skolan. När han nekades inträde till Konstakademien reste han till Paris där han fortsatte sina studier vid Académie Colarossi. Hans produktion är av naturliga orsaker mycket begränsad men skulpturen Ung kvinna visar att han var ett framtidslöfte inom den skulpturala konsten.    